# Tauberrettersheimer Königin
Als Tauberrettersheimer Königin wird die einzige Weinlage der Gemeinde Tauberrettersheim bezeichnet. Die Lage ist das südlichste Weinanbaugebiet im Landkreis Würzburg. Die Weinlage umfasst 45 Hektar Rebfläche. Die Einzellage ist großlagenfrei.

## Namensherkunft
Nach der Zuordnung der Weinlage zur Weinbauregion Franken wurde die alte Flurlagenbezeichnung Tauberrettersheimer Königin beibehalten.

## Lage
Die beiden Weinberge der Weinlage befinden sich nördlich und nordöstlich der Gemeinde an den Südhängen des Taubertals. Die beiden Hänge sind durch einen Geländeeinschnitt, die Hänsigklinge genannt, getrennt. Sie haben eine Hangneigung zwischen 20 und 50 Prozent. Der östliche Hang in Richtung der Stadt Röttingen grenzt an die dortige Weinlage Röttinger Feuerstein.

## Weinbau
In den 1970er Jahren erfolgte eine umfangreiche Flurbereinigung und Neuordnung der Weinberge. Heute wird die Sammelbezeichnung Tauberrettersheimer Königin für beide Weinberge bei der Vermarktung verwendet. Angebaut werden auf den Muschelkalkböden Weißweine wie Müller-Thurgau, Silvaner, Bacchus, Kerner und Traminer sowie Rotweine wie Spätburgunder, Schwarzriesling, Acolon, Domina und Regent. Als Besonderheit pflegt man eine jahrhundertealte lokale Rebsorte, den Tauberschwarz. Diese Rebsorte wird ausschließlich in der Tauberregion an- und ausgebaut.